# Кюфта-бозбаш
Кюфта-бозбаш (азерб. küftəbozbaş, талыш. кыфтә бозбаш) — азербайджанский гороховый суп с фрикадельками. Кюфту подают с различными растительными соусами, часто в составе мясных супов. Иногда внутри каждой фрикадельки (кюфты) содержится кусочек кислого плода (алычи или сливы). Получило широкое распространение и у других народов Кавказа особенно в общественной кулинарии второй половины XX века.

## Приготовление
Сначала на костном бульоне варят горох.
Затем мякоть баранины, пропущенную с репчатым луком через мясорубку, соединяют с рисом, солью и специями. Разделяют шарики, закатывая в каждый несколько штук сушеной алычи. Затем их вместе с картофелем и мелко шинкованным луком вводят в бульон. Курдючное сало (мелко нарезанное), соль, перец и настой шафрана добавляют за 10-15 минут до конца приготовления. Всё посыпается зеленью и подаётся к столу.
Ингредиенты
- баранина
- рис
- курдючное сало
- свежая (или сушёная) алыча
- горох
- картофель
- репчатый лук
- шафран
- молотый перец
- сушёная мята
- соль